# Mariana av Mecklenburg-Strelitz

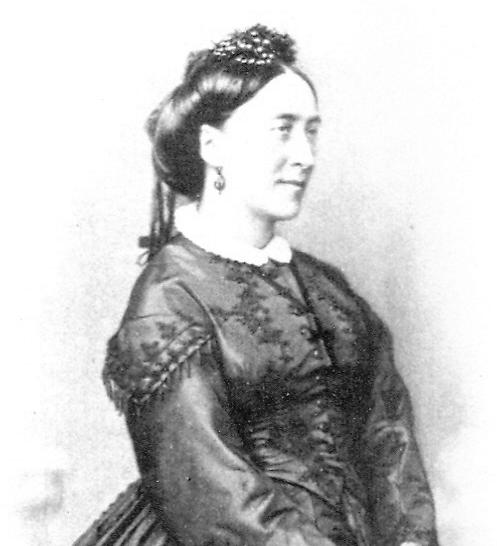
Mariane av Mecklenburg-Strelitz

Caroline Charlotte Mariana av Mecklenburg-Strelitz, född 10 januari 1821 i Neustrelitz, död 1 juni 1876 i Neustrelitz, var en dansk kronprinsessa. Hon var dotter till storhertig Georg av Mecklenburg-Strelitz (1779-1860) och hans maka, Marie av Hessen-Kassel (1796-1880).
Mariana blev gift i Neustrelitz 10 juni 1841 med kronprins Fredrik av Danmark. Äktenskapet blev omgående mycket olyckligt, på grund av Fredriks häftiga, obalanserade humör och dryckesvanor. Mariana beskrivs som en mycket blyg och nervös person, som inte kunde rå på makens ovanor.
Efter ett besök hos föräldrarna 1844 vägrade Mariana att komma tillbaka till Köpenhamn och skilsmässan blev klar 1846. Mariana levde därefter ett stilla liv i Neustrelitz och nämnde mycket sällan sin make, utom någon sällsynt gång då hon blev föreställd för någon dansk gäst. Hon kunde då kommentera Fredrik med orden: "han var då alltför bisarr!".